# Nikolaas-Klasse
Die Nikolaas-Klasse ist eine Serie von offenen RIB-Rettungsbooten für die Seenotrettung der niederländischen Seenotrettungsgesellschaft KNRM (Koninklijke Nederlandse Redding Maatschappij). RIB ist die Abkürzung für den englischen Begriff Rigid Inflatable Boat und bezeichnet damit ein Festrumpfschlauchboot.

## Entwicklung

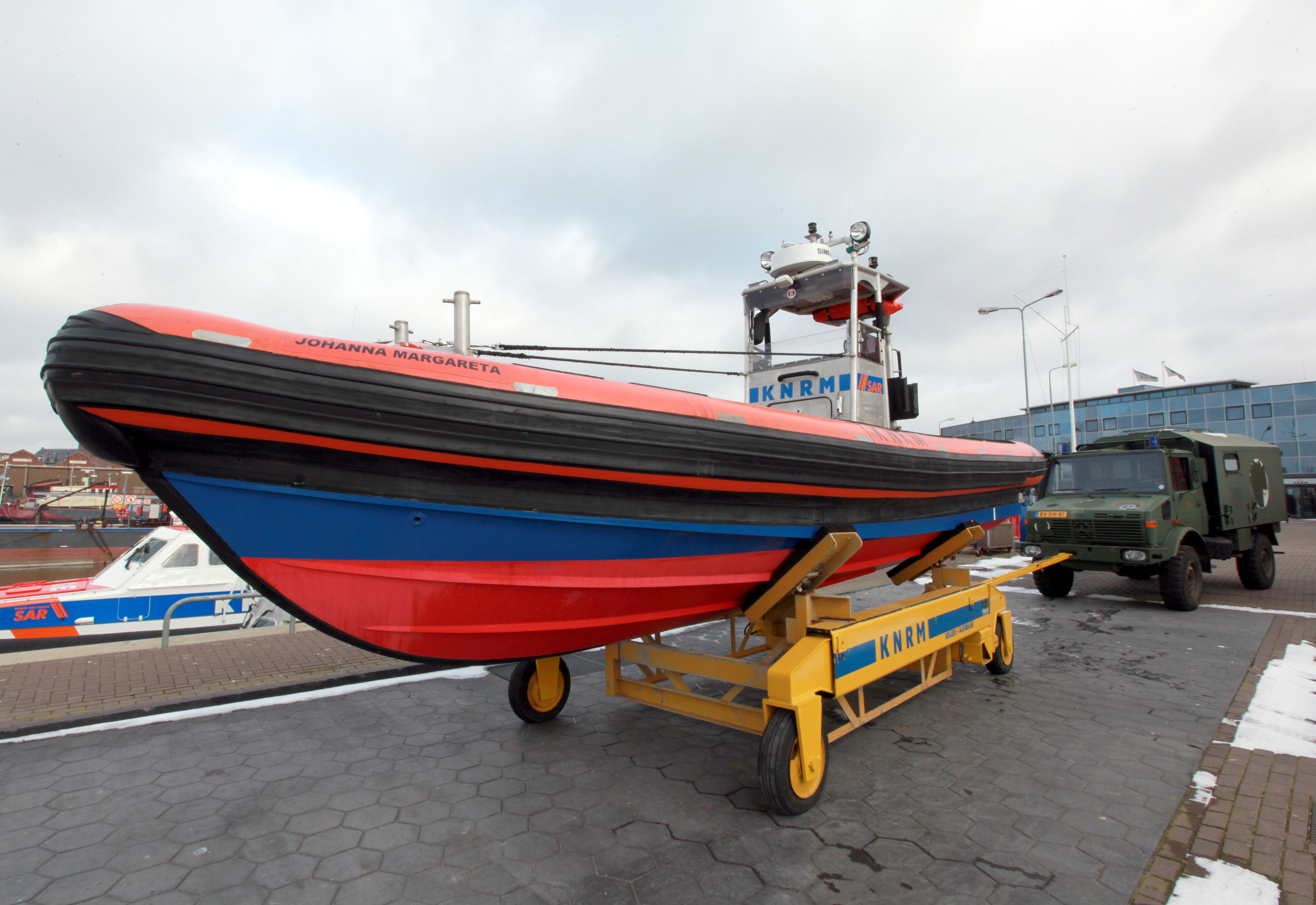
Prototyp JOHANNA MARGARETA

Im Jahr 2008 beschloss die KNRM eine neue Rettungsbootklasse für den Einsatz auf den großen Binnengewässern wie dem IJsselmeer oder dem Rhein-Maas-Delta einzuführen. Gestützt auf den Erfahrungen mit dem 9-Meter-Rettungsboot JOHANNA MARGARETA, einem Einzelstück der Harder-Klasse in der Flotte der KNRM, das in Den Oever stationiert ist, wurden die Anforderungen formuliert. Da auf den Binnenwasserstraßen viele Fähren und Wassertaxen unterwegs sind, sollten die neuen Boote eine größere Anzahl Personen aufnehmen als die bisher eingesetzten Boote der Atlantic-Klasse. Außer der Besatzung sollte Platz für 20 Personen zur Verfügung stehen. Neben einer hohen Geschwindigkeit von 35 Knoten wurde eine hohe Schleppkraft gefordert, da viele Hilfeleistungen aus dem Frei- und Abschleppen von Booten bestehen. Wegen der guten Manövrierfähigkeit und zur Sicherheit bei der Aufnahme von schwimmenden Personen sollte wie bei den großen Booten ein Wasserstrahlantrieb zum Einsatz kommen. Zur Aufnahme von Personen aus dem Wasser befindet sich im Heck eine kleine Plattform. Dank des rundumlaufenden Fendersystems kann bei Havaristen sicher längsseits gegangen werden.

## Boote der Nikolaas-I-Klasse

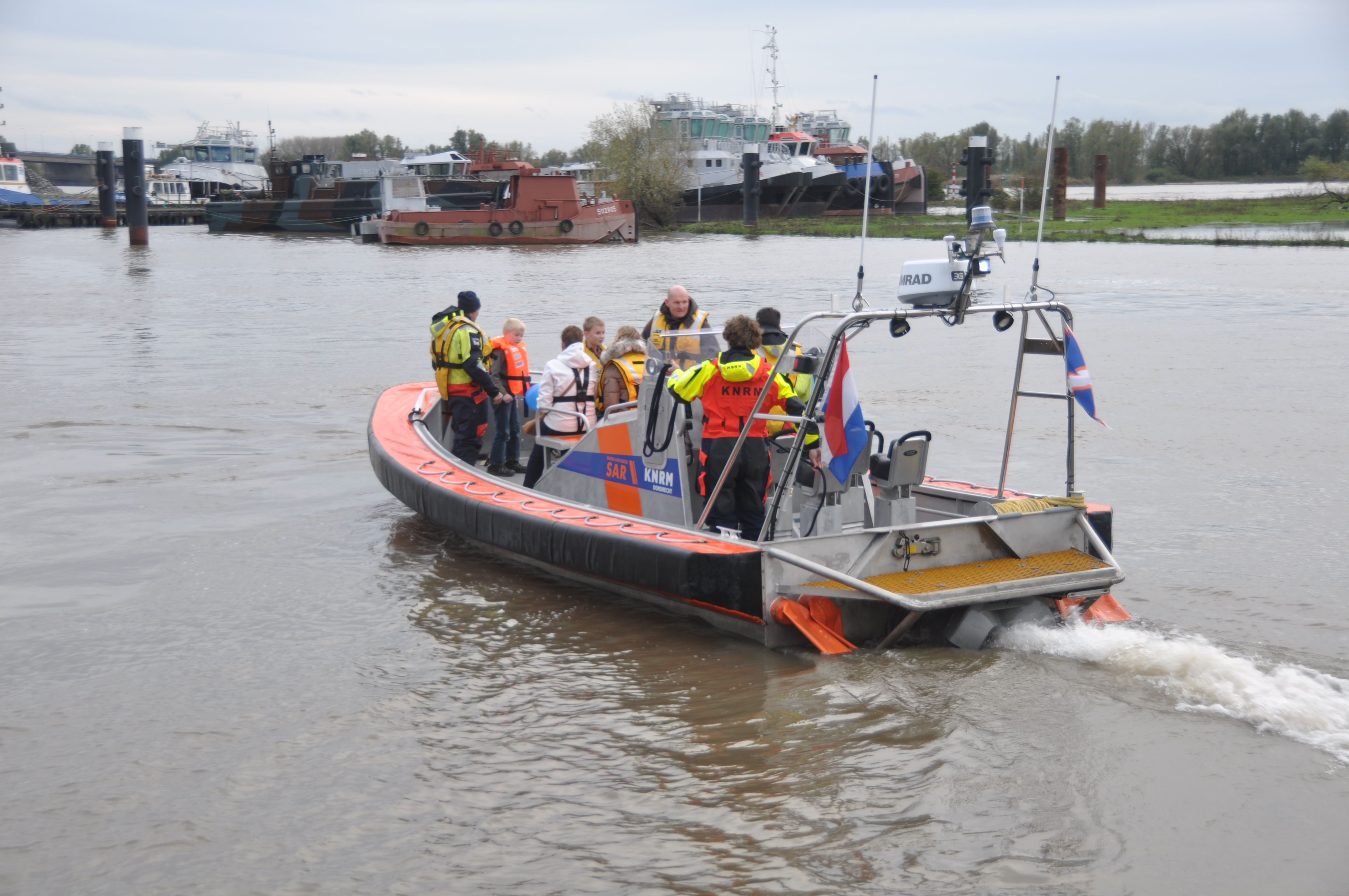
Boot der Nikolaas-I-Klasse

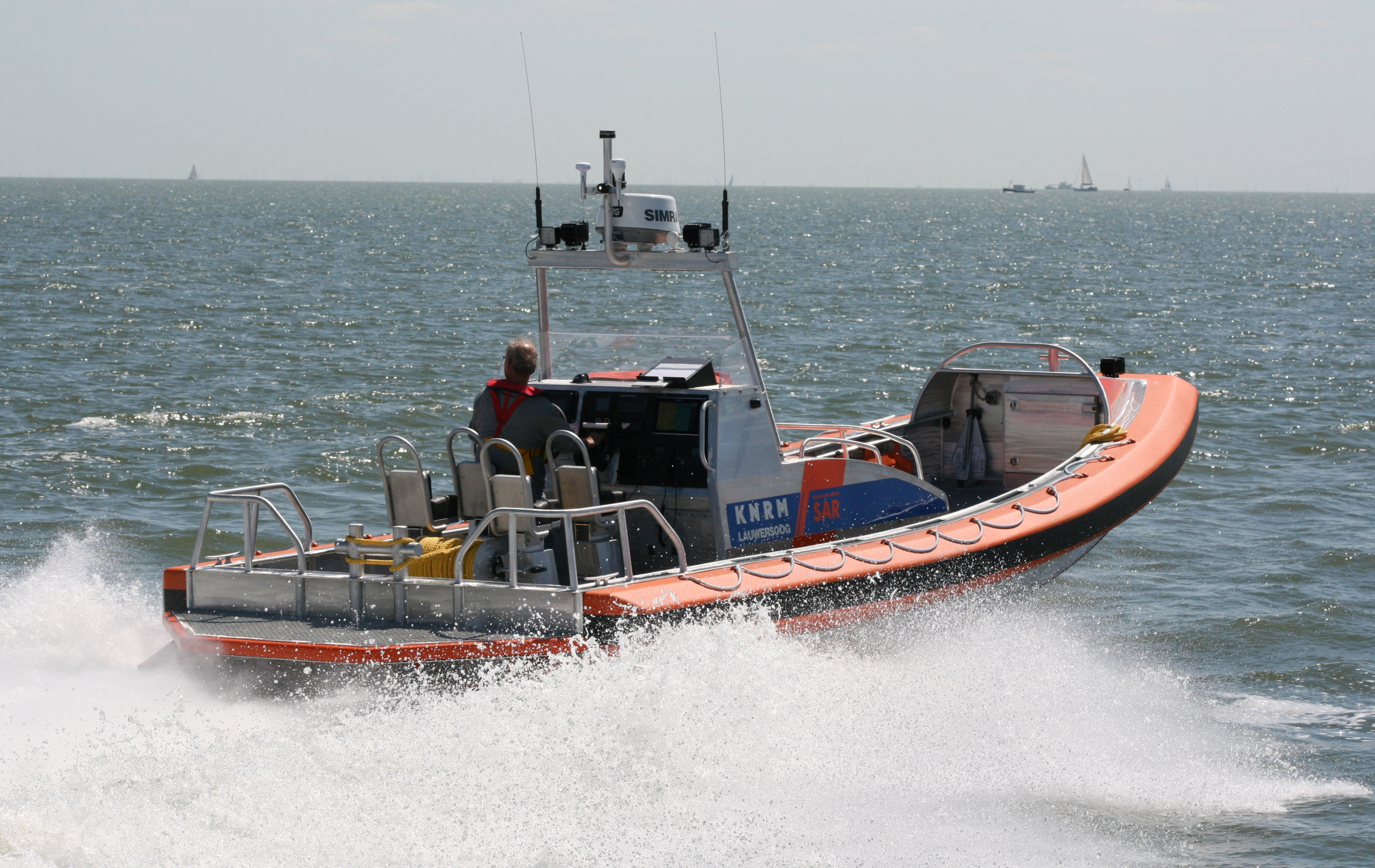
Boot der Nikolaas-II-Klasse

Die ersten neun Rettungsboote wurden von Mare Safety AS aus Ulsteinvik in Norwegen als Nikolaas-I-Klasse gebaut. Die Boote vom Typ AV 900 hatten sich schon in großer Zahl bewährt und wurden in verschiedenen Punkten an die Anforderungen der KNRM angepasst. So wurde beispielsweise ein vierter Sitz eingebaut sowie ein zweites Funkgerät, ein Radar und ein Navigationsgerät installiert. Als Motor kommt ein Volvo D6 in Kombination mit einem Ultra 377-Waterjet zum Einsatz. Insgesamt ist ein Nikolaas-Boot günstiger als ein Atlantic-Boot und erfordert weniger Wartung. Das Boot mit Aluminiumrumpf wird im Regelfall mit vier Personen besetzt. Am Heck der Nikolaas-I-Boote ist ein Bügel mit den Installationen für Navigation und Kommunikation. Die Boote sind wie bei der KNRM üblich in ständiger Bereitschaft und nach Alarmierung in 15 Minuten bereit zum Auslaufen.
| Name                | Rufzeichen                                      | in Dienst                                       | Station                                         | Bemerkungen                                     |                                                 |
| ------------------- | ----------------------------------------------- | ----------------------------------------------- | ----------------------------------------------- | ----------------------------------------------- | ----------------------------------------------- |
| T SPAN              | PCOL                                            | 2013 → …                                        | Andijk                                          |                                                 |                                                 |
| BERARDINE           | PCOJ                                            | 2012 → …                                        | Medemblik                                       |                                                 |                                                 |
| TJEPKE EKKEBOOM     | PCLY                                            | 2012 → …                                        | Dordrecht-Süd                                   |                                                 |                                                 |
| FRED                | PCDW                                            | 2011 → …                                        | Neeltje Jans-Binnen                             |                                                 |                                                 |
| EVERT FLOOR         | PCAF                                            | 2011 → …                                        | Elburg                                          |                                                 |                                                 |
| ORANJE              | PCAC                                            | 2010 → …                                        | Veere                                           |                                                 |                                                 |
| KBW 1910            | PBTR                                            | 2009 → …                                        | Dordrecht-Nord                                  |                                                 |                                                 |
| NIKOLAAS WIJSENBEEK | PBTS                                            | 2009 → …                                        | Huizen                                          |                                                 |                                                 |
| Stand @ 2018        | Die Namen der dienstbereiten Boote sind in fett | Die Namen der dienstbereiten Boote sind in fett | Die Namen der dienstbereiten Boote sind in fett | Die Namen der dienstbereiten Boote sind in fett | Die Namen der dienstbereiten Boote sind in fett |

## Boote der Nikolaas-II-Klasse
Die Nikolaas-II-Boote wurden in den Niederlanden bei der Habbecké-Schiffswerft in Volendam gefertigt. Der größte Unterschied zum Nikolaas-I-Typ besteht im stabileren Rumpf mit dickerem Boden und der doppelten Anzahl von Spanten. Daneben ist der Bügel für die Antennen zur Mitte vor den Steuerstand gerückt. Auf der Motorabdeckung vor diesem Bügel ist ein Luftsack befestigt, der sich bei Wasserkontakt selbständig aufbläst. Damit wird die Selbstaufrichtung nach einer Kenterung sichergestellt. 2018 konnte ein neues Boot in Tholen in Zeeland in Dienst gestellt werden für die Sicherung im Schelde-Rhein-Kanal.
| Name                 | Rufzeichen                                      | in Dienst                                       | Station                                         | Status                                          |                                                 |
| -------------------- | ----------------------------------------------- | ----------------------------------------------- | ----------------------------------------------- | ----------------------------------------------- | ----------------------------------------------- |
| Eendracht            | PBFL                                            | 2018 → …                                        | Tholen                                          |                                                 |                                                 |
| VALERIE STRUIS       | PBIW                                            | 2017 → …                                        | Stellendam-Binnen                               |                                                 |                                                 |
| JOHANNA MARIA        | PBPD                                            | 2015 → …                                        | Reserve                                         | Liegeplatz IJmuiden                             |                                                 |
| C-RESCUE 1           | PDAO                                            | 2015 → …                                        | Caracas Baai                                    |                                                 |                                                 |
| SPRINGBOK            | PI9670                                          | 2015 → …                                        | Lauwersoog-Lauwersmeer                          |                                                 |                                                 |
| CORNELIS DITO        | PCMW                                            | 2014 → …                                        | Oudeschild                                      |                                                 |                                                 |
| ROYAL FLUSH          | PCXZ                                            | 2014 → …                                        | Reserve                                         | Liegeplatz IJmuiden                             |                                                 |
| HAYO                 | PCWA                                            | 2013 → …                                        | Hoorn                                           |                                                 |                                                 |
| BERT EN ANNEKE KNAPE | PCVZ                                            | 2013 → …                                        | Lelystad                                        |                                                 |                                                 |
| Stand @ 2018         | Die Namen der dienstbereiten Boote sind in fett | Die Namen der dienstbereiten Boote sind in fett | Die Namen der dienstbereiten Boote sind in fett | Die Namen der dienstbereiten Boote sind in fett | Die Namen der dienstbereiten Boote sind in fett |

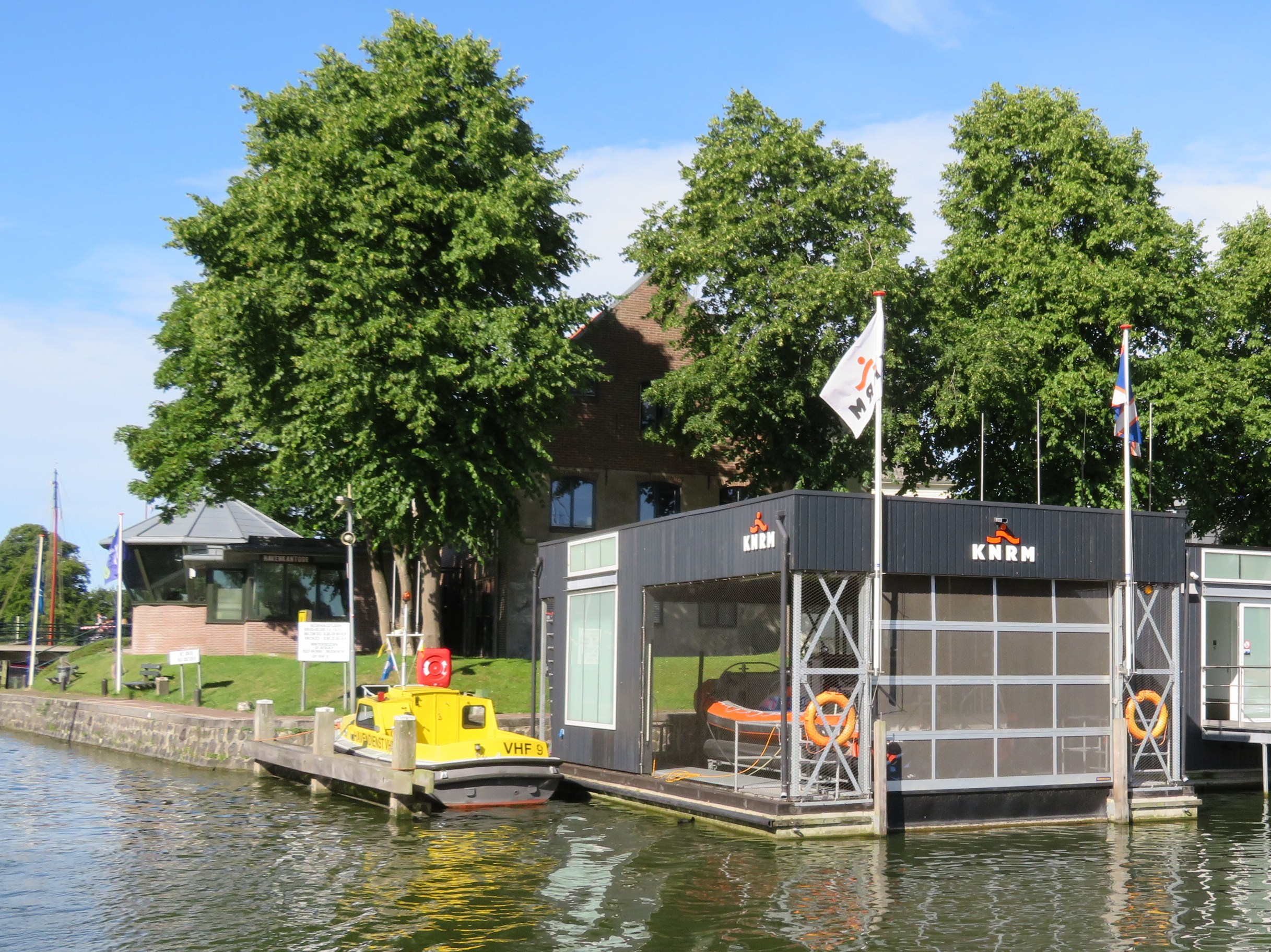
Schwimmendes Bootshaus in Medemblik

Die offenen Rettungsboote an den großen Binnengewässern werden geschützt in schwimmenden Bootshäusern mit Rolltor untergebracht. Die aktuellen Bootshäuser sind 20 Meter lang und 6 Meter breit und bieten Platz für einen Mannschaftsraum, eine Werkstatt und einen Trockenraum für die Überlebensanzüge. Ein Bootslift gestattet die Lagerung des Bootes außerhalb des Wassers, um Korrosion und Verschmutzung zu verhindern.